# Order Świętego Karola (Monako)

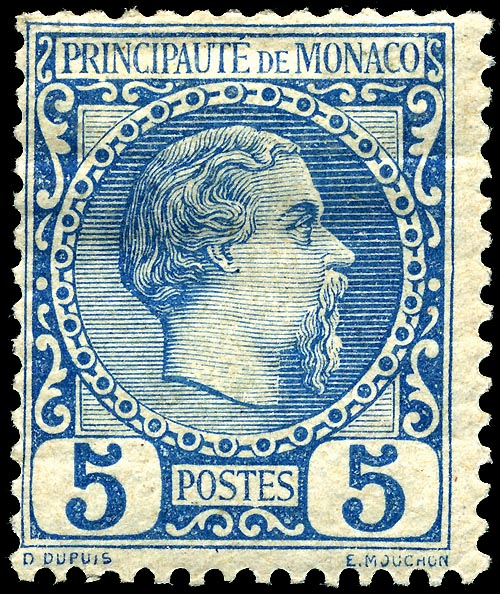
Fundator Orderu Świętego Karola, książę Monako Karol III

Order Świętego Karola (fr. Ordre de Saint-Charles) – najwyższe z odznaczeń państwowych Księstwa Monako ustanowione w 1858.

## Historia
Order Świętego Karola został ustanowiony 15 marca 1858 przez księcia Monako Karola III jako order dynastyczny. Odznaczenie było modyfikowane trzykrotnie: w 1863, 1953 i w 1966.
Order dzieli się na pięć klas:
- I klasa – Krzyż Wielki
- II klasa – Wielki Oficer
- III klasa – Komandor
- IV klasa – Oficer
- V klasa – Kawaler

W 100. rocznicę ustanowienia orderu (1958) Poczta Monako wydała znaczek pocztowy z wizerunkiem odznaczenia.

## Zasady nadawania
Order Świętego Karola jest przyznawany obywatelom Monako i cudzoziemcom za zasługi oddane panującemu i Księstwu Monako. Wielkim mistrzem orderu jest panujący książę Monako.

## Opis odznaki
Odznaką orderu jest emaliowany na biało złoty krzyż maltański z czerwonym obramowaniem, zakończony złotymi kulkami. Krzyż wieńczy złota korona. Pomiędzy ramionami krzyża znajduje się wieniec laurowy z zielonej emalii. Pośrodku krzyża widnieje okrągły czerwony medalion z podwójnymi zwróconymi ku sobie literami C, stanowiącymi inicjał księcia Karola III w języku łacińskim (Carolus). Dookoła medalionu rama z białej emalii z łacińską dewizą orderu: Princeps et Patria (Książę i Ojczyzna) i trzema gwiazdkami. Na rewersie odznaki znajduje się herb Monako i łaciński napis Deo Juvante (Z Bożą Pomocą), będący dewizą dynastii Grimaldich. Kawalerom orderu I i II klasy przysługuje również gwiazda orderowa. Jest nią ośmiokątna srebrna gwiazda wysadzana brylantami. Pośrodku gwiazdy znajduje się odznaka orderu, bez korony.
Wstążka orderu jest czerwona z szerokim białym pasem pośrodku i wąskimi białymi paskami po obu brzegach wstążki. Order I klasy nosi się na wstędze orderowej, order II klasy na wstążce na piersi, order III klasy na wstążce na szyi, a order IV i V klasy na wstążce na piersi.
| Baretki Orderu Świętego Karola | Baretki Orderu Świętego Karola | Baretki Orderu Świętego Karola | Baretki Orderu Świętego Karola | Baretki Orderu Świętego Karola |
| ------------------------------ | ------------------------------ | ------------------------------ | ------------------------------ | ------------------------------ |
| Krzyż Wielki                   | Wielki Oficer                  | Komandor                       | Oficer                         | Kawaler                        |